# Stefan (naziv)
Stefan je bil naziv srednjeveških srbskih vladarjev. 
Naziv izhaja iz grške besede στέφανος  (stefanos), ki pomeni »ovenčan« ali »kronan z vencem (stefos)«. Ime Stefan so v čast svojih prednikov Stefana Nemanje in Stefana Prvovenčanega nosili vsi srbski vladarji po Stefanu Prvovenčanem in ga dodajali pred svoje rojstno ime potem, ko so zasedli prestol 
Stefan Nemanja, ki je kot svojega zavetnika častil Svetega Štefana, je bil potomec Vojisavljevićev, vladarjev Zahumja. Po njem se imenuje dinastija Nemanjićev, ki je od leta 1166 do 1371 dala enajst srbskih vladarjev. Vsi vladarji so kot del svojega vladarskega imena uporabljali naslov Stefan. 
Nekateri vladarji so nosili dve imeni, na primer Stefan Nemanja, Stefan Radoslav, Stefan Vladislav in Stefan Uroš. Imeni Prvovenčani in Dečanski nista imeni, pač pa pridevka, za imeni Dragutin in Milutin pa ni povsem jasno, ali gre za imeni ali nadimka. Za razliko od Nemanje, Radoslava, Vladislava, Uroša in celo Dušana se imeni Dragutin in Milutin nista nikoli pojavili v sodobnih uradnih zgodovinskih virih.
Stefan Uroš IV. Dušan si je leta 1345 nadel vladarski naslov car.